# Gare de Chūō-Rinkan
La gare de Chūō-Rinkan (中央林間駅, Chūō-Rinkan-eki) est une gare ferroviaire de la ville de Yamato, dans la préfecture de Kanagawa, au Japon. La gare est gérée conjointement par les compagnies Tōkyū et Odakyū.

## Situation ferroviaire
La gare de Chūō-Rinkan est située au point kilométrique (PK) 3,0 de la ligne Odakyū Enoshima. Elle marque la fin de la ligne Tōkyū Den-en-toshi.

## Histoire
La gare a été inaugurée le 1er avril 1929 sous le nom de gare de Chūō-Rinkantoshi. Elle prend son nom actuel le 15 octobre 1941.

## Services aux voyageurs

### Accès et accueil
La gare dispose d'un bâtiment voyageurs, avec guichets, ouvert tous les jours.

### Desserte

#### Tōkyū
- DT Ligne Den-en-toshi :
  - voies 1 et 2 : direction Shibuya (interconnexion avec la ligne Hanzōmon pour Oshiage)

#### Odakyū
- Ligne Enoshima :
  - voie 1  : direction Katase-Enoshima
  - voie 2  : direction Sagami-Ōno (interconnexion avec la ligne Odawara pour Shinjuku)